# Хай-стрит Кенсингтон (станция метро)
«Хай-стрит Кенсингтон» (англ. High Street Kensington) — станция лондонского метрополитена. На станции останавливаются поезда двух линий метро: «Дистрикт» и Кольцевой. Относится к первой тарифной зоне.
В структуру станционного комплекса входят магазины (включая «Marks & Spencer» и «Pret a Manger»). У станции есть 4 платформы — 2 для следования поездов и 2 тупиковые. Платформа 1 используется для обеспечения движения против часовой стрелки по Кольцевой линии и в западном направлении линии «Дистрикт» по направлению к станциям Глостер-роуд и Эрлс-корт соответственно. Платформа 2 используется для движения составов по часовой стрелке Кольцевой линии и в восточном направлении линии «Дистрикт» по направлению к станции Эджвер-роуд. Платформы 3 и 4 предназначены для завершения маршрутов поездов линии «Дистрикт», идущих от Эрлс-корт. Платформа 3 обычно используется для обслуживания станции Kensington (Olympia), а платформа 4, как правило, используется только в начале и в конце дня.
К югу от станции находится развилка, где расходятся Кольцевая линия и Дистрикт.
При обычной нагрузке обслуживание станции такое:
- 6 пар поездов в час к Эджвер-роуд через Паддингтон (линия Дистрикт)
- 6 пар поездов в час к станции Уимблдон через Эрлс-корт (линия Дистрикт)
- 4 пар поезда в час к станции Кенсингтон (Олимпия) через Эрлс-корт (линия Дистрикт)
- 8 пар поездов в час против часовой стрелки по Кольцевой линии через станцию Виктория и Эмбанкмент
- 8 пар поездов в час по часовой стрелке Кольцевой линии через Паддингтон и Бейкер-стрит

## Иллюстрации
- Станция «Хай-стрит Кенсингтон»
- Рондель станции
- Станция в 1892 году
- Магазин на станции